# Menhir (zespół muzyczny)
Menhir jest folk/paganmetalową grupą muzyczną z Niemiec, założoną w 1995 roku. Teksty tej grupy dotyczą przedchrześcijańskich dziejów Turyngii. Założycielami zespołu byli: Heiko Gerull, Thomas "Fix" Ußfeller oraz Manuela Ebert. Grupa brała udział w takich festiwalach muzycznych jak m.in.: Pagan Metal Festival w Gießen wraz z takimi grupami jak Black Messiah, Bran Barr czy Odroerir w 2005 roku, Ultima Ratio Festival w Krefeld z grupami Black Messiah, Odroerir, Equilibrium w 2006 roku czy Ragnarök Festival. Dotychczas grupa wydała sześć albumów (do 2007 roku).

## Muzycy

### Aktualny skład zespołu
- Heiko Gerull - śpiew, gitara (1995 - )
- Thomas "Fix" Ußfeller  - gitara (1995–1999 i 2000 - )
- Ralf - gitara basowa (2014 - )
- Christian - keyboard (2002 - )
- Stephan - perkusja (2010 - )

### Byli członkowie zespołu
- Carsten - gitara basowa (1999–2002)
- Heinz - gitara basowa (1996–1997)
- Manuela Ebert - keyboard (1995–2002)
- Roman - gitara (1997–1999)
- Sebastian - perkusja (2000–2006)
- Daniel - perkusja (2006–2008)
- Tormentor - bębny na Thuringia
- Erwin - perkusja (2008 - 2010)
- Friedrich "Fritze" Hofmann - gitara basowa (2002 - 2014)

## Dyskografia

### Demo
- Barditus (1996)

### Minialbumy
- Buchonia (1998)

### Albumy
- Die ewigen Steine (1997)
- Thuringia (1999)
- Ziuwari (2002)
- Hildebrandslied (2007)